# Всесвітній день психічного здоров'я
Всесвітній день психічного здоров'я (англ. World Mental Health Day; фр. Journée mondiale de la santé mentale, ісп. Día Mundial de la Salud Mental, рос. Всемирный день психического здоровья) відзначається 10 жовтня щорічно.  Цей день запропонований Всесвітньою організацією охорони здоров'я відзначати задля підвищення рівня обізнаності про проблеми психічного здоров'я та мобілізації зусиль на підтримку кращого психічного здоров'я[джерело?].
Цей день був вперше відзначений 10 жовтня 1992 року за ініціативою Всесвітньої федерації психічного здоров'я, глобальної організації з психічного здоров'я (англ. World Federation for Mental Health).

## Психічне здоров'я
Всесвітня організація охорони здоров'я визначає психічне здоров'я як стан благополуччя, в якому людина реалізує свої здібності, може протистояти звичайним життєвим стресам, продуктивно працювати і робити внесок в свою спільноту. У цьому сенсі психічне здоров'я є основою благополуччя людини і ефективного функціонування спільноти.
Психічні і неврологічні розлади, а також розлади, пов'язані з вживанням наркотиків і інших речовин, поширені у всіх регіонах світу. Вони вражають кожне співтовариство і кожну вікову групу в країнах з різними рівнями доходу. На ці розлади припадає 14% глобального тягаря хвороб, але більшість людей, які страждають від них (75% з яких проживають в країнах з низьким рівнем доходу), не мають доступу до необхідного їм лікування.

### Європа та стан психічного здоров'я
З  870 мільйонів людей, що проживають в Європейському регіоні:
- 100 мільйонів чоловік – у  стані тривоги та депресії;
- 21 млн. страждають від розладів, пов'язаних з вживанням алкоголю;
- 7 млн. страждають на хворобу Альцгеймера та інші види деменції;
- 4 млн. – хворі на шизофренію;
- 4 млн. – мають біполярні афективні розлади;
- 4 млн. – притаманні панічні розлади;
- 35-45% випадків невиходів на роботу пов'язані з проблемами психічного здоров'я.

Показники поширеності порушення психічного здоров'я в Європі є дуже високими. 
- Психоневрологічні розлади є другою за значимістю причиною хвороб (після серцево-судинних захворювань).
- На долю психоневрологічних розладів припадає також більше 40% всіх хронічних захворювань.
- П'ять з п'ятнадцяти важливих факторів, що впливають на тягар хвороб, приходиться на долю психічних розладів.
- З десяти країн світу з найвищим показниками самогубств - дев'ять європейських країн. Щорічно добровільно виходять з життя близько 150 000 чоловік, з яких 80% - чоловіки.[4]

### Стан психічного здоров'я в Україні
Станом на 1 січня 2017 р. 1673328 жителів України перебували на обліку у зв’язку з розладами психіки та поведінки, в тому числі 694928 - внаслідок розладів, пов’язаних із вживанням алкоголю та наркотиків (3,9 відсотка населення). У 2016 році до закладів з надання психіатричної допомоги було госпіталізовано 182415 хворих, які пробули в середньому 53,4 дня у стаціонарі.
 
На кінець 2016 року в Україні 261240 хворих на психічні розлади мали групу інвалідності, з них 8,5 відсотка - діти у віці 0-17 років. 9893 хворих у 2016 році первинно були визнані особами з інвалідністю у зв’язку з психічними розладами.
 
Смертність населення України від навмисного самоушкодження у 2015 році становила 17,7 на 100 тис. населення.

## Комплексний план дій в галузі психічного здоров'я
У 2013 році Всесвітня організація охорони здоров'я затвердила Комплексний план дій в галузі психічного здоров'я на період 2013-2020 років. План спрямований на глобальні та національні дії із зміцнення психічного благополуччя, запобігання психічних розладів, забезпечення медичної допомоги, прискорення одужання, зміцнення прав людини і зниження смертності, захворюваності і інвалідності осіб з психічними розладами. Цей план спрямований на досягнення 4 завдань:
- зміцнювати ефективне лідерство і керівництво в галузі охорони психічного здоров'я;
- забезпечувати на первинному рівні комплексну інтегровану медико-санітарну та соціальну допомогу, яка оперативно реагує на зміни;
- здійснювати стратегії зміцнення психічного здоров'я та його профілактики;
- зміцнювати інформаційні системи, статистику і проведення досліджень в області психічного здоров'я.

Особливу увагу в цьому плані дій приділяється захисту і зміцненню прав людини, зміцнення громадянського суспільства та наділення його відповідними повноваженнями, а також центрального місця медичної допомоги на первинному рівні.
Міністерство охорони здоров'я України підготувало проект Концепції Державної цільової програми охорони психічного здоров’я в Україні на період до 2030 року, яка схвалена розпорядженням Кабінету Міністрів України від 27 грудня 2017 р. № 1018-р. Метою Програми визначено створення цілісної, ефективної системи охорони психічного здоров’я, яка функціонує в єдиному міжвідомчому просторі, забезпечує покращення якості життя та дотримання прав і свобод людини.
Міжнародні експерти вивчили проблеми психічного здоров’я в Україні та доступ до лікування найпоширеніших психічних розладів (на прикладі Львівської, Полтавської та Запорізької областей). Дослідження проводилося спільно Міжнародним медичним корпусом, Світовим Банком та Швейцарським Бюро Співробітництва. Дослідження фокусувалося на найпоширеніших психічних розладах: депресія, тривожні стани, посттравматичний стресовий розлад та розлади, пов’язані з вживанням алкоголю.

Світовий Банк представив у листопаді 2017 року результати оцінювання: «Психічне здоров’я на перехідному етапі: Результати оцінки та рекомендації для інтеграції охорони психічного здоров’я в систему первинної медико-санітарної допомоги та громадські платформи надання послуг».

## Теми Всесвітнього дня психічного здоров'я
На початку відзначення цього Дня конкретна його тема не визначалась. Його цілі були загальними з пропаганди психічного здоров'я та просвіти громадськості з актуальних питань. У перші три роки одним з центральних заходів, присвячених цьому Дню, була двогодинна трансляція телепередач через супутникову мережу.
Щорічно ВОЗ визначає тему Всесвітнього дня здоров'я. Темами Всесвітнього дня були:
- 1996: Жінки та психічне здоров'я (англ. Women and Mental Health);
- 1997: Діти та психічне здоров'я (англ. Children and Mental Health);
- 1998: Психічне здоров'я та права людини (англ. Mental Health and Human Rights);
- 1999: Психічне здоров'я та старіння (англ. Mental Health and Ageing);
- 2000; 2001: Психічне здоров'я та робота (англ. Mental Health and Work);
- 2002: Вплив травми та насильства на дітей та підлітків (англ. The Effects of Trauma and Violence on Children & Adolescents);
- 2003: Емоційні та поведінкові розлади у дітей та підлітків (англ. Emotional and Behavioural Disorders of Children & Adolescents);
- 2004: Взаємозв'язок між фізичним та психічним здоров'ям: супутні розлади (англ. The Relationship Between Physical & Mental Health: co-occurring  disorders);
- 2005: Психічне та фізичне здоров'я впродовж життя (англ. Mental and Physical Health Across the Life Span);
- 2006: Розумне будівництво – Зниження ризику: психічні захворювання та самогубство (англ. Building Awareness - Reducing Risk: Mental Illness & Suicide);
- 2007: Психічне здоров'я в мінливому світі: вплив культури та різноманіття (англ. Mental Health in A Changing World: The Impact of Culture and  Diversity);
- 2008: Забезпечення психічного здоров'я – глобальний пріоритет: розширення послуг через громадську адвокацію та дії (англ. Making Mental Health a Global Priority: Scaling up Services through Citizen Advocacy and Action);
- 2009: Психічне здоров'я в первинній медичній допомозі: посилення лікування та сприяння психічному здоров'ю (англ. Mental Health in Primary Care: Enhancing Treatment and Promoting  Mental Health);
- 2010: Психічне здоров'я та хронічні фізичні захворювання (англ. Mental Health and Chronic Physical Illnesses);
- 2011: Великий поштовх: Інвестиції в психічне здоров'я (англ. The Great Push:  Investing in Mental Health);
- 2012: Депресія: глобальна криза (англ. Depression: A Global Crisis);
- 2013: Психічне здоров'я та літні люди (англ. Mental health and older adults).[8]
- 2014: Жити з шизофренією (англ. Living with schizophrenia); [9]
- 2015: Гідність в психічному здоров'ї (англ. Dignity in mental health); [10]
- 2016: Психологічна перша допомога (англ. Psychological first aid); [11]]
- 2017: Психічне здоров'я на робочому місці (англ. Mental health in the workplace); [12]
- 2018: Молоді люди та психічне здоров'я в мінливому світі (англ. Young People and Mental Health in a Changing World); [13]